# Banco de Crédito e Inversiones
Banco de Crédito e Inversiones — чилийский банк. Помимо Чили работает во Флориде (City National Bank of Florida, дающий около четверти выручки), представительства имеются в Мехико, Сан-Паулу, Боготе, Лиме и Шанхае. Банк контролируется семьёй Ярур (Yarur).
Банк основал Хуан Ярур Лолас (Juan Yarur Lolas) в 1937 году в Сантьяго. В 1956 году было открыто первое отделение вне столицы Чили, в Вальпараисо. В 1998 году было открыто представительство в Перу, а в 1999 году — отделение в Майами. В 2000 году начало работу представительство в Перу, в 2004 году — в Мексике, в 2012 году — в Колумбии. В 2011 году в Майами была основана дочерняя компания по управлению активами Bci Securities. В 2015 году был куплен флоридский City National Bank и открыто представительство в КНР. В 2017 году присутствие в США было расширено покупкой TotalBank за 528 млн долларов, а в 2019 году — Executive National Bank за 68 млн долларов; оба банка были объединены с City National Bank of Florida, что сделало его вторым крупнейшим во Флориде.
Сеть банка насчитывает 261 отделение и более тысячи банкоматов. На конец 2020 года активы составляли 57 трлн чилийских песо ($70 млрд), из них выданные кредиты составили 36 трлн, инвестиции в ценные бумаги — 9,2 трлн. Принятые депозиты составили 30 трлн песо. Активы под управлением Bci Securities — 714 млрд долларов.